# James C. Christensen
James C. Christensen (Culver City, California; 26 de septiembre de 1942-8 de enero de 2017) fue un artista estadounidense. Se especializó en pinturas, muy influidas por los temas de fantasía. Christensen decía que su inspiración eran los mitos, fábulas, fantasías, y cuentos de la imaginación. 

## Biografía
Christensen se crio en Culver City, California y asistió a la UCLA. Luego, se trasladó a Utah para terminar su educación superior en la Universidad Brigham Young (Christensen era miembro de La Iglesia de Jesucristo de los Santos de los Últimos Días, el patrocinador de la BYU). Después, pasó a enseñar arte durante más de 20 años y dio por terminada su carrera docente en la Universidad Brigham Young a fines de la década de 1990. 
Desde su graduación tuvo numerosas exposiciones de su obra en todos los EE. UU. y recibió encargos de numerosas empresas de medios de comunicación para crear obras de arte para sus publicaciones, como Time-Life Books y Omni. 
La mayoría de los cuadros de Christensen tienen un mensaje filosófico. Pero él mismo evitó hacer comentarios al respecto, prefiriendo que el observador encuentre un mensaje personal.
El trabajo de Christensen ha aparecido en el American Ilustration Annueal y en el Japan's Outstanding American Illustrators. También ganó todos los honores en el arte profesional que la Convención Mundial de Ciencia Ficción ofrece, y varios Premios Chesley de la Asociación de Ciencia Ficción y Artistas de Fantasía.
Christensen apareció en un episodio del show de ABC Extreme Makeover: Home Edition en 2005. Creó una imagen representando a un miembro de la familia como un hada. El equipo de diseño filmó una serie de sesiones en su estudio. El Taller de Greenwich donó una enmarcado Tribunal de las Hadas que Christensen también regaló a la familia para la habitación.
Christensen publicó tres libros, aunque muchas de sus obras figuran en muchos más. Su primer libro, Un Viaje de la imaginación: El arte de James Christensen', fue impreso en 1994 con gran éxito. Su segundo, Voyage of the Basset (1 de octubre de 1996), contiene un marco para la historia de una gran cantidad de trabajo original. Su tercer libro, Rimas y Razones, se publicó en mayo de 1997. Christensen también ilustró un Sketchbook de Shakespeare (mayo de 2001), con texto de James St. Renwick. 
Christensen vivía en una casa que él mismo había diseñado llena de pasillos secretos y esculturas inspiradas en sus pinturas.
Aunque no está presente en todos sus trabajos, se considera su sello personal un pez volando o flotando, muchas veces atado a una correa.

## Controversia
El libro Voyage of the Basset fue fuente de controversia en 2006, cuando un residente de Bountiful (Utah) exigió que el libro fuera sacado de circulación de la sección de jóvenes adultos de la Librería de Davis County Library en la localidad de Farmington (Utah). El libro incluye trabajos fantásticos como dibujos de troles, dragones y ogros. Dos imágenes de sirenas y una de una criatura parecida a una esfinge muestran senos parcial o totalmente expuestos.
Aunque las imágenes no son de naturaleza sexual, tal como están dibujadas, pues no muestran pezones desnudos, Rod Jeppsen del grupo Citizens for Decency dijo:

Lo que normalmente no consideramos pornografía, puede llegar a excitar sexualmente a un niño... La pregunta para mí, no es si el libro tiene o no una buena trama, sino ¿estimula sexualmente o no a los jóvenes?

El Comité de la Librería de Davis County optó por mantener el libro en la sección de jóvenes adultos el 22 de agosto de 2006.